# Karl Wilhelm Gebert
Karl Wilhelm Gebert (* 6. August 1811 in Olbernhau; † 11. August 1875) war ein deutscher Politiker. Er war Abgeordneter des Sächsischen Landtags und des Deutschen Reichstags.

## Leben und Wirken
Der Sohn eines Kaufmanns studierte nach Besuch der Fürstenschule Meißen ab 1830 an der Universität Leipzig Rechtswissenschaften. Nachdem er sein Studium 1834 erfolgreich abgeschlossen hatte, ließ er sich in Borna als Advokat, Stadtgerichts- und Ratsaktuar nieder. Zwischen 1838 und 1854 fungierte er als Verwalter von neun Patrimonialgerichten. Zwei Jahre lang war er Bürgermeister von Borna. 1854 trat er in den königlich sächsischen Staatsdienst ein und wurde Landgerichtsrat in Borna. 1856 wurde er zum Staatsanwalt am Bezirksgericht Leipzig berufen, welche Stelle er 1860 aufgab, nachdem er zum Justizrat im sächsischen Justizministerium befördert worden war. 1861 wurde er zum Geheimen Rat und Vortragenden Rat ernannt. Zwischen 1867 und 1871 vertrat er den 14. sächsischen Wahlkreis im Reichstag des Norddeutschen Bundes, wo er Vorstandsmitglied der Bundesstaatlich-Konstitutionellen Vereinigung war. 1872 wurde er erster Ministerialrat im sächsischen Justizministerium. Von 1873 bis zu seinem Tod war er Abgeordneter des 4. Wahlkreises der Stadt Dresden in der II. Kammer des Sächsischen Landtags.